# 森林翼龍屬
森林翼龍屬是翼龍目翼手龍亞目的一屬，化石發現於中國遼寧省的熱河群九佛堂組，生存年代為1億2000萬年前。森林翼龍的翼展為25公分，是最小型的翼龍之一。
森林翼龍是在2008年敘述、命名，模式種是隱居森林翼龍（N. crypticus）。屬名是由古希臘文的森林（Nemos）、居住者（ikolos）、翼（pteros）等字詞所構成；種名則意為「隱藏的」。
目前只有發現一個化石（編號IVPP V-14377），目前存放在中國科學院古脊椎动物与古人类研究所。化石發現於中國遼寧省葫蘆島市建昌縣的要路溝鄉，該地屬於九佛堂組，地質年代約1億2000萬年前，相當於阿普第階。
森林翼龍的化石並非完全成年體，研究人員根據骨頭的瘉合狀態，腳趾、腹肋、胸骨的硬化程度，認為這個化石是個亞成年個體。森林翼龍沒有牙齒。研究人員曾認為，牠們是具有牙齒的鳥掌翼龍超科與經常缺少牙齒的準噶爾翼龍超科之間的原始過渡物種。雖然森林翼龍的體型小，這兩個演化支的成員後來演化出地表上最大的飛行動物之一。
森林翼龍的前爪與腳趾明顯地具有抓在樹枝上的能力。大部分翼龍類的化石發現於海相沉積層，顯示牠們能夠抓住海中的魚類，並在鄰近的海灘與懸崖上著陸。森林翼龍是少數已知棲息在內陸的翼龍類，可能以昆蟲為食，生活在樹冠上。跟森林翼龍生存於相同時代的古神翼龍科（包含中國翼龍），也演化出明顯的攀爬能力。
同樣在2008年，德恩·奈許（Darren Naish）在他經營的網站發表文章，宣稱翼龍類是群高度早熟性動物，骨頭在很小階段就會癒合、骨化。因此森林翼龍可能是中國翼龍的幼年個體，兩者都生存於相同環境。

## 外部連結
- Preliminary skeletal restoration by paleoartist John Conway